# Commelina maculata
Commelina maculata är en himmelsblomsväxtart som beskrevs av Michael Pakenham Edgeworth. Commelina maculata ingår i släktet himmelsblommor, och familjen himmelsblomsväxter. Inga underarter finns listade.

## Bildgalleri

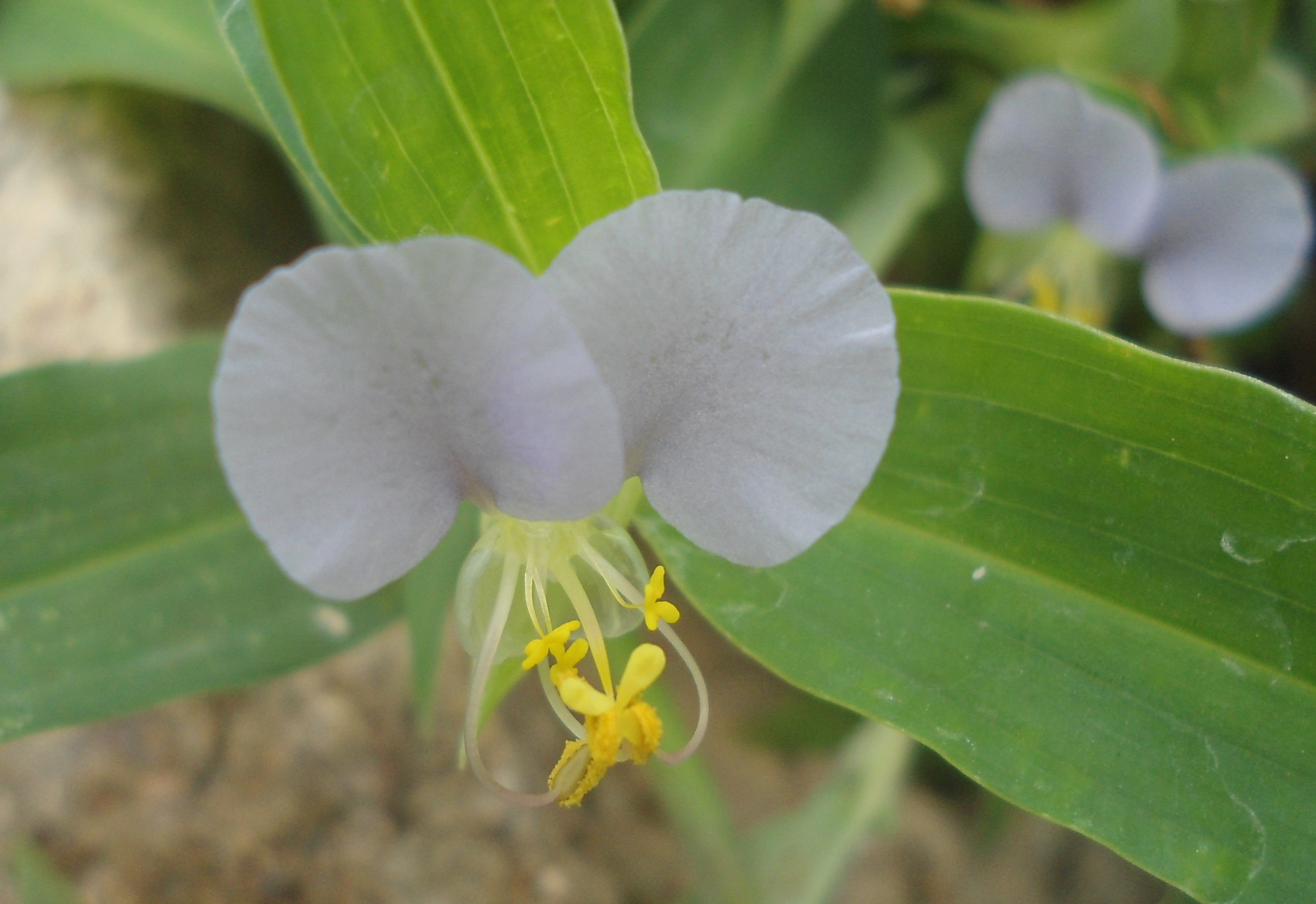
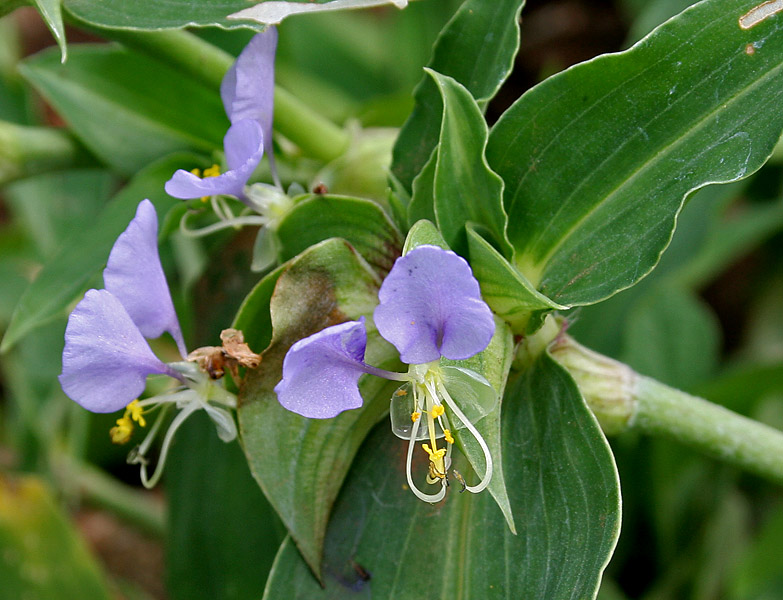
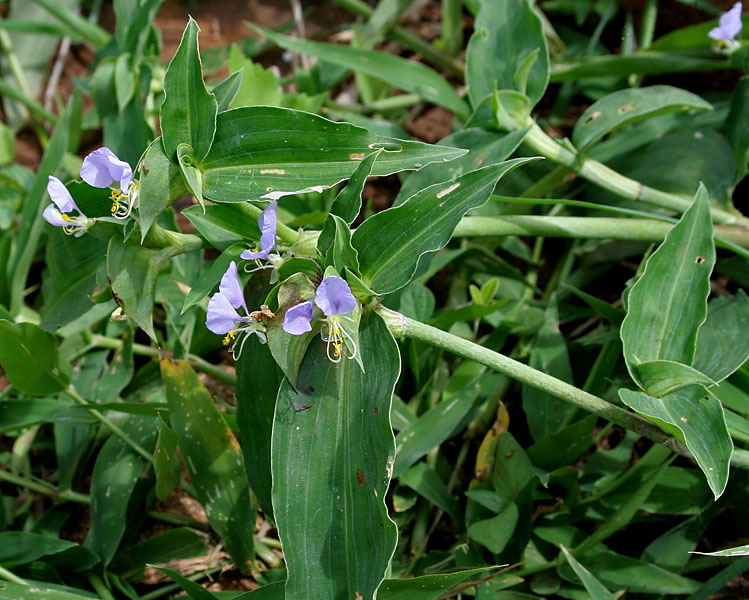
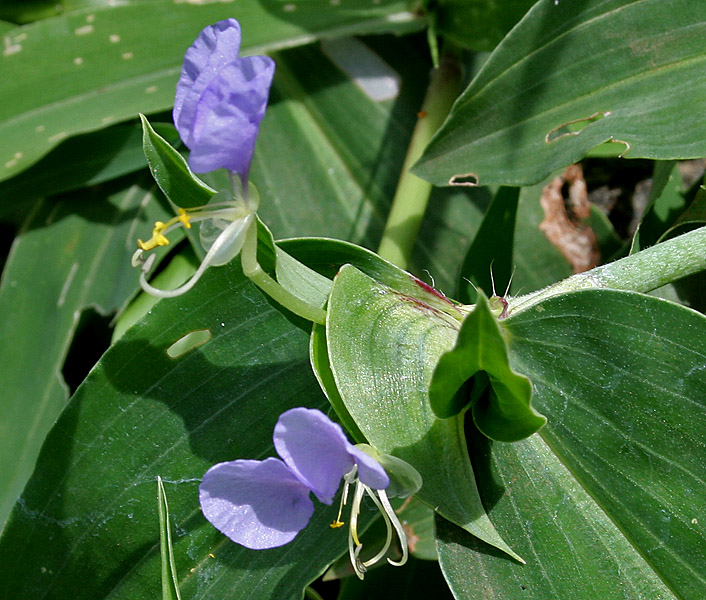
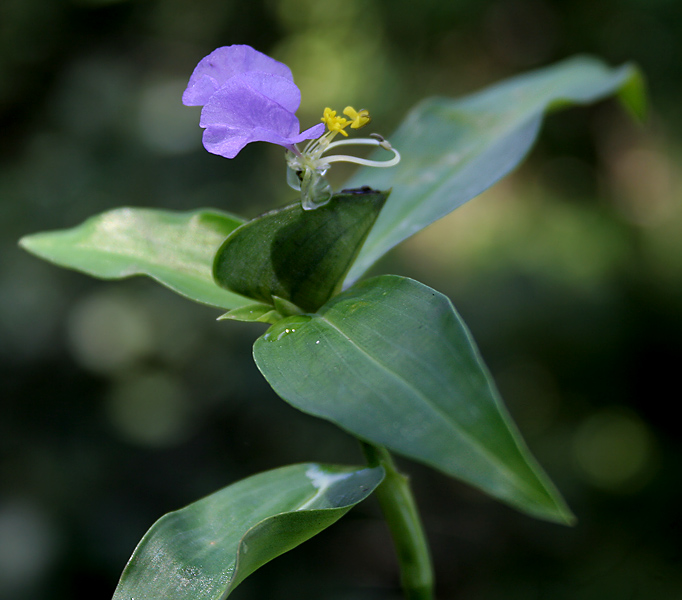
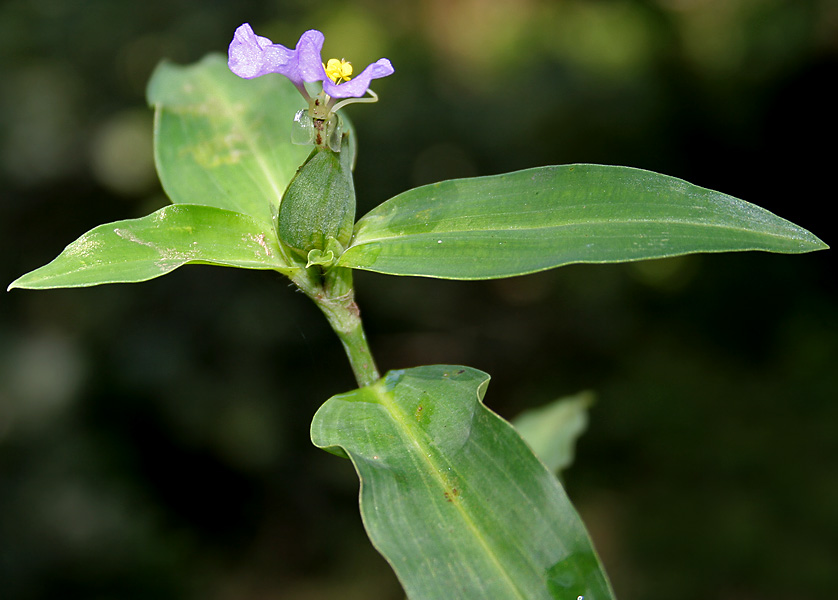